# Cucunatí
Cucunatí è un comune (corregimiento) della Repubblica di Panama situato nel distretto di Chepigana, provincia di Darién. Si estende su una superficie di 196,6 km² e conta una popolazione di 1.346 abitanti (censimento 2010).